# Mijat Gaćinović
Mijat Gaćinović (en serbio: Мијат Гаћиновић; Novi Sad, Vojvodina, Serbia, 8 de febrero de 1995) es un futbolista serbio que juega en la demarcación de centrocampista para el AEK Atenas F. C. de la Superliga de Grecia.

## Trayectoria
Empezó a formarse como futbolista con el F. K. Leotar y posteriormente con el F. K. Vojvodina, hasta que finalmente en 2013 subió al primer equipo, debutando en la Superliga de Serbia. Permaneció en el club durante dos años, llegando a ayudar a ganar la Copa de Serbia en 2014. En 2015 firmó por el Eintracht Fráncfort, haciendo su debut el 28 de noviembre de 2015 contra el 1. FSV Maguncia 05. Tras cinco temporadas en el equipo, el 4 de agosto de 2020 se hizo oficial su fichaje por el TSG 1899 Hoffenheim. Allí completó temporada y media antes de marcharse cedido en enero de 2022 al Panathinaikos F. C. Tras la cesión se quedó en Grecia una vez fue traspasado al AEK Atenas F. C.

## Selección nacional
Hizo su debut con la selección de fútbol de Serbia el 24 de marzo de 2017 en un partido de clasificación para la Copa Mundial de Fútbol de 2018 contra Georgia que finalizó con un resultado de 1-3 a favor del combinado serbio.

### Participaciones en Eurocopas
| Copa          | Sede     | Resultado    | Partidos | Goles |
| ------------- | -------- | ------------ | -------- | ----- |
| Eurocopa 2024 | Alemania | Primera fase | 1        | 0     |

### Goles internacionales
| # | Fecha                   | Estadio                                  | Oponente | Gol | Resultado | Competición                           |
| - | ----------------------- | ---------------------------------------- | -------- | --- | --------- | ------------------------------------- |
| 1 | 24 de marzo de 2017     | Estadio Borís Paichadze, Tiflis, Georgia | Georgia  | 1-3 | 1–3       | Clasificación para el Mundial de 2018 |
| 2 | 2 de septiembre de 2017 | Estadio Partizan, Belgrado, Serbia       | Moldavia | 1–0 | 3-0       | Clasificación para el Mundial de 2018 |

## Clubes
| Club                         | País     | Año       | Partidos | Goles |
| ---------------------------- | -------- | --------- | -------- | ----- |
| F. K. Vojvodina              | Serbia   | 2013-2015 | 61       | 13    |
| Eintracht Fráncfort          | Alemania | 2015-2020 | 157      | 10    |
| TSG 1899 Hoffenheim          | Alemania | 2020-2022 | 38       | 1     |
| Panathinaikos F. C. (cedido) | Grecia   | 2022      | 17       | 0     |
| AEK Atenas F. C.             | Grecia   | 2022-     | 99       | 17    |

## Palmarés

### Campeonatos nacionales
| Título              | Club                | País     | Año  |
| ------------------- | ------------------- | -------- | ---- |
| Copa de Serbia      | F. K. Vojvodina     | Serbia   | 2014 |
| Copa de Alemania    | Eintracht Fráncfort | Alemania | 2018 |
| Copa de Grecia      | Panathinaikos F. C. | Grecia   | 2022 |
| Superliga de Grecia | AEK Atenas F. C.    | Grecia   | 2023 |
| Copa de Grecia      | AEK Atenas F. C.    | Grecia   | 2023 |

### Campeonatos internacionales
| Título                   | Club (*)                   | País          | Año  |
| ------------------------ | -------------------------- | ------------- | ---- |
| Eurocopa Sub-19          | Selección sub-19 de Serbia | Lituania      | 2013 |
| Mundial de Fútbol Sub-20 | Selección sub-20 de Serbia | Nueva Zelanda | 2015 |

(*) Incluyendo la selección.